# Узми паре и бежи
Узми паре и бежи (енгл. Take the Money and Run) америчка је псеудодокументарна комедија из 1969. у режији Вудија Алена са Аленом и Џенет Марголин у главним улогама. Аутори сценарија су Ален и Мики Роуз, директор фотографије је Лестер Шор, а композитор оригиналне музике Марвин Хамлиш.

## Радња
Стилски је дефинисан као мокументарац – пародијски играни документарац. Рад хронолошки приказује криминалну биографију Вирџила Старквела (Алена) - неспретног ситног криминалца.

## Улоге
| Глумац         | Улога           |
| -------------- | --------------- |
| Вуди Ален      | Верџил Старквел |
| Џенет Марголин | Луиза           |
| Марсел Илер    | Фриц            |
| Џеклин Хајд    | гђа Блер        |
| Лони Чапман    | Џејк            |
| Џан Мерлин     | Ал              |
| Џејмс Андерсон | затворски чувар |
| Хауард Сторм   | Фред            |
| Марк Гордон    | Винс            |